# Min-Yue
Die Min-Yue (chinesisch 閩越 / 闽越, Pinyin Mǐnyuè, Jyutping Man5jyut6, auch 閩粵 / 闽粤) waren eine bedeutende Untergruppe der „Hundert Yue-Stämme“, wobei das Wort Yue einen Sammelbegriff der chinesischen Chronisten für eine nicht-chinesische Kulturgemeinschaft im heutigen Südchina darstellte. Das Siedlungsgebiet der Min-Yue lag um den Min-Fluss in der heutigen Provinz Fujian. Im Süden waren die ähnlich bedeutenden Nan-Yue (南越,  Nányuè, Jyutping Naam4jyut6, auch 南粵 / 南粤) ihre Nachbarn.
Die als König betitelten Häuptlinge Fujians leiteten ihre Herkunft von König Goujian ab (Kou-Chien, Regierungszeit 496 – 465 v. Chr.), einem namhaften Herrscher des alten Yue. 
Zur Han-Zeit entstanden in Fujian die Königreiche von Min-Yue (閩越 / 闽越,  Mǐnyuè, 202 v. Chr.) und Dong’ou  (東甌 / 东瓯,  Dōng'ōu, 192 v. Chr.). Der südliche Nachbar der beiden war das Königreich von Nan-Yue. Der König von Min-Yue, Yingxing (郢興 / 郢兴) attackierte um 138 bis 135 v. Chr. sowohl Dong’ou als auch Nan-Yue, so dass sich beide Staaten an Han-China um Hilfe wandten. Dieses schickte erfolgreich Truppen gegen Min-Yue, während Ying Xing von seinem jüngeren Bruder Yushan (餘善 / 余善) ermordet wurde, der sich China unterwarf. Anschließend stellte Han-China das Königreich Donghai wieder her, diesmal unter der Regentschaft eines jüngeren Bruders des Min-Yue-Königs. 
Als Donghai 112 v. Chr. einige Han-Beamte tötete, sandte China (Kaiser Wudi) Streitkräfte über Land und See nach Fujian. Die Han-Generäle töteten den König und unterwarfen das Land. Ihre Regierung entschied sich, die Bevölkerung wegen Unzuverlässigkeit ins Gebiet zwischen dem Huai He und dem Jangtsekiang zu deportieren. Trotzdem existierte bis zum Ende des 1. Jh. anscheinend nur eine einzelne chinesische Kolonie an der Mündung des Min.